# منصف (اسم)
منصف هو اسم علم مذكر من أصل عربي، ومعناه هو من الفعل أنصف، مصدره الإنصاف، العادل.

## شخصيات تحمل الاسم
- منصف اسلام  بلمانع  (عبقري، 21 ديسمبر 2005 – )
- منصف الحداوي (لاعب كرة قدم مغربي، 21 أكتوبر 1964 – )
- منصف السليمي (1962 – )
- منصف الشرقس (لاعب كرة قدم، 7 أغسطس 1958 – )
- منصف القايد (لاعب كرة قدم تونسي، 16 نوفمبر 1940 – 10 مايو 2017)
- منصف بلحاج عمر (سياسي تونسي، 21 سبتمبر 1931 – 17 مايو 2010)
- منصف بلخوجة (اقتصادي تونسي، 18 فبراير 1932 – 9 ديسمبر 2011)
- منصف بلخياط (سياسي مغربي، 28 يناير 1970 – )
- منصف زرقا (لاعب كرة قدم مغربي، 30 أغسطس 1981 – )
- منصف شريف (لاعب كرة قدم تونسي، 8 نوفمبر 1940 – )
- منصف ويشاوي (لاعب كرة قدم جزائري، 5 أبريل 1977[3] – )
- منصف المرزوقي (رئيس تونسي سابق، 7 يوليو 1945 - )

## وصلات خارجية
- موسوعة السلطان قابوس لأسماء العرب